# Centro de excelência
Define-se Centro de Excelência, de forma usual como um ambiente ou espaço no qual um determinado grupo ou instituição é especialista em determinado assunto ou tema. Ex: Centro de Excelência em Esporte, em Nanotecnologia, em Biologia, etc.
No ambiente corporativo é possível também caracterizar um Centro de Excelência , ou Rede de Excelência, como a qualificação atribuída a um conjunto de recursos físicos, financeiros, de conhecimentos, de tecnologias e de metodologias, reunido por iniciativa de liderança(s) que almeja(m) alcançar e manter a supremacia em um campo escolhido, a valorização contínua e sustentada dos elos da rede formada e das pessoas que conduzem os trabalhos, bem como a geração de produtos, processos ou serviços de alta qualidade para uso próprio ou no mercado.
Esse conjunto se forma, progressiva e obrigatoriamente, pela instituição de parcerias estratégicas entre instituições dos campos governamental, acadêmico, das pesquisas e da sociedade, empresas e entidades em geral, tanto pública como privadas, do país e do exterior. Forma-se um organismo virtual, ou como entidade jurídica, com missão, visão e objetivos unificadores, e que se materializa e evolui pela execução de Ações e Projetos Estruturantes e pela oferta de produtos e resultados relevantes para os fundadores, parceiros e sociedade.
No Brasil, a metodologia sobre Centros e Redes de Excelência vem sendo aplicada há vários anos na Petrobras, em parceria com a COPPE e por várias outras instituições do pais.
A metodologia dos Centros e Redes de Excelência tem um objetivo claro:  servir de instrumento para que o País atinja o desenvolvimento econômico alcançando a excelência em áreas vitais do conhecimento tecnológico, através da integração de Governo, Universidades e Empresas.
O modelo da integração destes três conjunto de atores (empresas, governo, universidade) foi denominado no âmbito acadêmico por Henry Etzkowitz e Loet Leydesdorff por Triple Helix, com variações em português, Hélice Tríplice ou Tripla Hélice.